# Prosopocoilus suzumurai
Prosopocoilus suzumurai là một loài bọ cánh cứng trong họ Lucanidae. Loài này được Nagai mô tả khoa học năm 2001.